# 鹿足郡
- 令制国一覧 > 山陰道 > 石見国 > 鹿足郡
- 日本 > 中国地方 > 島根県 > 鹿足郡

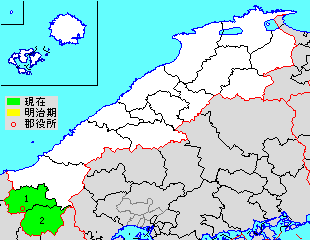
島根県鹿足郡の位置（1.津和野町 2.吉賀町）

鹿足郡（かのあしぐん）は、島根県（石見国）の郡。
人口11,613人、面積643.53km²、人口密度18人/km²。（2025年2月1日、推計人口）
以下の2町を含む。
- 津和野町（つわのちょう）
- 吉賀町（よしかちょう）

## 郡域
1879年（明治12年）に行政区画として発足した当時の郡域は、上記2町のまま変更されていない。

## 歴史
承和10年（843年）、隣接する美濃郡から鹿足・能濃の2郷を分離して成立した。郡名の由来としては、かつてこの地で暴れていた八角八足の怪鹿を江熊太郎という勇者が退治したことに因むと言われる。万葉仮名では「加乃阿之」と訓じられ、この地を指す別名の『吉賀』も広く用いられた。この『吉賀』は、六日市町と柿木村が合併してできた新自治体の名前にも採用されている。

### 近世以降の沿革
- 「旧高旧領取調帳データベース」に記載されている明治初年時点での支配は以下の通り[1]。幕府領は大森代官所が管轄。《　》は同データベースでは左記の村に含まれていると見られる。（105村）

| 知行   | 知行         | 村数  | 村名 |
| ------ | ------------ | ----- | --- |
| 幕府領 | 幕府領       | 5村   | 日原村、中木屋村、石ヶ谷村、十王堂村、畑迫村 |
| 藩領   | 石見津和野藩 | 100村 | 相撲ヶ原村、須川村、枕瀬村、木ノ口村、野口村、脇本村、野地村、添谷村、小瀬村、青原村、大木村、柳村、宿谷村、商人村、程彼村、小直村、野広村、《越原村、倉地村、木ノ頃村》、直地村、和田村、千原村、高野村、野中村、《高野村》、小野村、小山村、下組村、中組村、畑村（現・津和野町中曽野）、吹野村、長野村、《平野村、下山村、福谷村》、奥ヶ野村、《三歩市村》、市尾村、横瀬村、《鳥井村》、喜時雨村、中原村、虹ヶ谷村、山入村、高田村、《神田村、白井村、牧ヶ野村》、徳次村、《田代村》、鷲原村、中座村、森村、寺田村、《後田村》、笹山村、福川村、椛谷村、柿木村、《大井谷村》、左鐙村、横道村、奥木部谷村、下木部谷村、上高尻村、下高尻村、大野原村、田丸村、《桟敷村、七村》、七日市村、抜舞村、蓼野村、朝倉村、注連川村、立戸村、広石村、沢田村、六日市村、立河内村、九郎原村、樋口村、星坂村、《河津村》、町田村、下須村、有飯村、蔵木村、田野原村、金山谷村、初見村、西谷村、三渡村、二俣村、麓耕村、月和田村、白須山村、畑村（現・津和野町池村）、畑村（現・吉賀町） |

- 明治2年8月2日（1869年9月7日） - 幕府領が大森県の管轄となる。
- 明治3年1月9日（1870年2月9日） - 大森県の管轄地域が浜田県の管轄となる。
- 明治4年6月25日（1871年8月11日） - 津和野藩が廃藩。全域が浜田県の管轄となる。
- 明治5年（1872年） - 3ヶ所存在した畑村のうち2村が堤田村（現・津和野町池村）、幸地村（現・吉賀町）にそれぞれ改称。
- 明治8年（1875年） - 下記の各村の統合が行われる。（63村）

- 豊稼村 ← 中木屋村、石ヶ谷村
- 中川村 ← 十王堂村、平野村、下山村
- 邑輝村 ← 畑迫村、西谷村、市尾村［字木毛］
- 河村 ← 野口村、脇本村
- 池村 ← 野地村、堤田村、三渡村
- 富田村 ← 小瀬村、大木村、二俣村、美濃郡鹿谷村
- 渓村 ← 宿谷村、程彼村
- 滝元村 ← 小直村、越原村、倉地村、木ノ頃村
- 耕田村 ← 和田村、麓耕村
- 内美村 ← 高野村、野中村
- 中曽野村 ← 小野村、中組村、畑村［現・津和野町中曽野］
- 山下村 ← 小山村、下組村

- 長福村 ← 長野村、福谷村
- 中山村 ← 奥ヶ野村、三歩市村
- 部栄村 ← 横瀬村、市尾村［字木毛を除く］
- 田二穂村 ← 喜時雨村、虹ヶ谷村、山入村、中原村［字向中原を除く］
- 高峰村 ← 高田村、神田村、牧ヶ野村、鳥井村［字木尾谷を除く］、中原村［字向中原］
- 名賀村 ← 徳次村、白井村、田代村、鳥井村［字木尾谷］
- 木部谷村 ← 奥木部谷村、下木部谷村
- 真田村 ← 田丸村、桟敷村、七村
- 抜月村 ← 抜舞村、月和田村
- 白谷村 ← 大井谷村、白須山村

- 木ノ口村が枕瀬村に、野広村が直地村に、千原村が寺田村に、横道村が左鐙村に、金山谷村・初見村・河津村・星坂村が田野原村にそれぞれ合併。

- 明治9年（1876年）
  - 4月18日 - 第2次府県統合により島根県の管轄となる。
  - 美濃郡滝谷村の所属郡が本郡に変更。（64村）
- 明治12年（1879年）1月12日 - 郡区町村編制法の島根県での施行により行政区画としての鹿足郡が発足。郡役所が後田村に設置。
- 明治19年（1886年） - 森村・後田村・町田村・中座村・鷲原村が津和野を冠称。

### 町村制以降の沿革

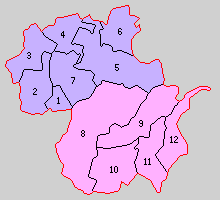
1.津和野町 2.喜時雨村 3.木部村 4.青原村 5.日原村 6.須川村 7.小川村 8.柿木村 9.七日市村 10.朝倉村 11.六日市村 12.蔵木村（紫：津和野町 桃：吉賀町）

- 明治22年（1889年）4月1日 - 町村制の施行により、下記の町村が発足。（1町11村）
  - 津和野町 ← 津和野森村、津和野後田村、津和野町田村、津和野中座村、津和野鷲原村（現・津和野町）
  - 喜時雨村 ← 高峰村、田二穂村、名賀村、内美村、部栄村、邑輝村、豊稼村［字笹ヶ谷］（現・津和野町）
  - 木部村 ← 中川村、長福村、中山村、山下村、吹野村、中曽野村、豊稼村［字笹ヶ谷を除く］（現・津和野町）
  - 青原村 ← 青原村、添谷村、富田村、柳村、渓村（現・津和野町）
  - 日原村 ← 日原村、枕瀬村、河村、池村、左鐙村、滝元村［字越原・小直］（現・津和野町）
  - 須川村 ← 須川村、相撲ヶ原村、滝谷村（現・津和野町）
  - 小川村 ← 直地村、耕田村、滝元村［字木ノ頃・倉地］、寺田村、商人村、笹山村（現・津和野町）
  - 柿木村 ← 木部谷村、大野原村、柿木村、福川村、白谷村、椛谷村、下須村（現・吉賀町）
  - 七日市村 ← 七日市村、抜月村、真田村、上高尻村、下高尻村（現・吉賀町）
  - 朝倉村 ← 注連川村、朝倉村、蓼野村（現・吉賀町）
  - 六日市村 ← 六日市村、幸地村、沢田村、広石村、立戸村、立河内村、有飯村（現・吉賀町）
  - 蔵木村 ← 蔵木村、樋口村、田野原村、九郎原村（現・吉賀町）
- 明治23年（1890年）2月18日 - 小川村の一部（滝元）が日原村に編入。
- 明治24年（1891年）5月31日 - 喜時雨村が改称して畑迫村となる。
- 明治29年（1896年）8月1日 - 郡制を施行。郡役所が津和野町に設置。
- 大正12年（1923年）4月1日 - 郡会が廃止。郡役所は存続。
- 大正15年（1926年）7月1日 - 郡役所が廃止。以降は地域区分名称となる。
- 昭和10年（1935年）2月11日 - 日原村・須川村が合併し、改めて日原村が発足[8]。（1町10村）
- 昭和21年（1946年）11月3日 - 日原村が町制施行して日原町となる。（2町9村）
- 昭和22年（1947年）11月3日 - 六日市村が町制施行して六日市町となる。（3町8村）
- 昭和29年（1954年）
  - 4月1日 - 日原町・青原村が合併し、改めて日原町が発足。（3町7村）
  - 12月1日 - 六日市町・朝倉村・蔵木村が合併し、改めて六日市町が発足。（3町5村）
- 昭和30年（1955年）1月10日（3町2村）
  - 津和野町・畑迫村・木部村および小川村の一部（耕田・滝元・寺田・笹山および商人・直地の各一部）が合併し、改めて津和野町が発足。
  - 小川村の残部（商人・直地の各一部）が日原町に編入。
- 昭和31年（1956年）9月30日 - 七日市村が六日市町に編入。（3町1村）
- 平成17年（2005年）
  - 9月25日 - 津和野町・日原町が合併し、改めて津和野町が発足。（2町1村）
  - 10月1日 - 柿木村・六日市町が合併して吉賀町が発足。（2町）

### 変遷表
|  | 明治22年4月1日 | 明治22年 - 昭和19年          | 昭和20年 - 昭和29年  | 昭和20年 - 昭和29年      | 昭和30年 - 昭和64年            | 平成1年 - 現在           | 現在     |
|  | -------------- | ---------------------------- | -------------------- | ------------------------ | ------------------------------ | ------------------------ | -------- |
|  | 津和野町       | 津和野町                     | 津和野町             | 津和野町                 | 昭和30年1月10日 津和野町       | 平成17年9月25日 津和野町 | 津和野町 |
|  | 喜時雨村       | 明治24年5月31日 改称 畑迫村  | 畑迫村               | 畑迫村                   | 昭和30年1月10日 津和野町       | 平成17年9月25日 津和野町 | 津和野町 |
|  | 木部村         | 木部村                       | 木部村               | 木部村                   | 昭和30年1月10日 津和野町       | 平成17年9月25日 津和野町 | 津和野町 |
|  | 小川村         | 小川村                       | 小川村               | 小川村                   | 昭和30年1月10日 津和野町       | 平成17年9月25日 津和野町 | 津和野町 |
|  | 小川村         | 小川村                       | 小川村               | 小川村                   | 昭和30年1月10日 日原町に編入   | 平成17年9月25日 津和野町 | 津和野町 |
|  | 日原村         | 日原村                       | 昭和21年11月3日 町制 | 昭和29年4月1日 日原町    | 日原町                         | 平成17年9月25日 津和野町 | 津和野町 |
|  | 須川村         | 昭和10年2月11日 日原村に編入 | 昭和21年11月3日 町制 | 昭和29年4月1日 日原町    | 日原町                         | 平成17年9月25日 津和野町 | 津和野町 |
|  | 青原村         | 青原村                       | 青原村               | 昭和29年4月1日 日原町    | 日原町                         | 平成17年9月25日 津和野町 | 津和野町 |
|  | 六日市村       | 六日市村                     | 昭和22年11月3日 町制 | 昭和29年12月1日 六日市町 | 六日市町                       | 平成17年10月1日 吉賀町   | 吉賀町   |
|  | 蔵木村         | 蔵木村                       | 蔵木村               | 昭和29年12月1日 六日市町 | 六日市町                       | 平成17年10月1日 吉賀町   | 吉賀町   |
|  | 朝倉村         | 朝倉村                       | 朝倉村               | 昭和29年12月1日 六日市町 | 六日市町                       | 平成17年10月1日 吉賀町   | 吉賀町   |
|  | 七日市村       | 七日市村                     | 七日市村             | 七日市村                 | 昭和31年9月30日 六日市町に編入 | 平成17年10月1日 吉賀町   | 吉賀町   |
|  | 柿木村         | 柿木村                       | 柿木村               | 柿木村                   | 柿木村                         | 平成17年10月1日 吉賀町   | 吉賀町   |

## 行政
歴代郡長
| 代 | 氏名 | 就任年月日                | 退任年月日                | 備考                   |
| -- | ---- | ------------------------- | ------------------------- | ---------------------- |
| 1  |      | 明治12年（1879年）1月12日 |                           |                        |
|    |      |                           | 大正15年（1926年）6月30日 | 郡役所廃止により、廃官 |